# Kantor

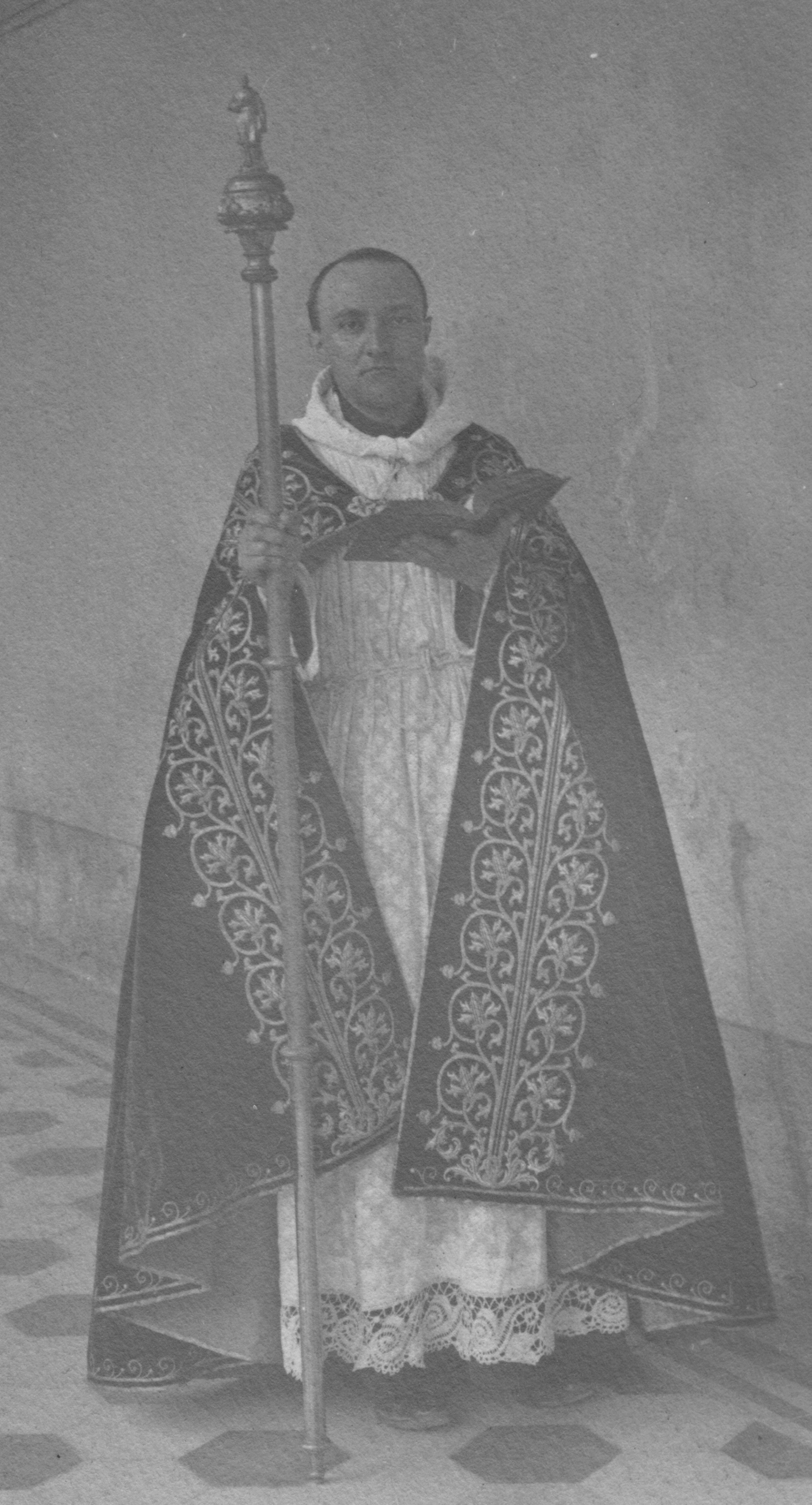
Umberto Bertini w stroju kantora ze stypułą kantorowską, trzymający w ręku brewiarz.

Kantor – w religii to osoba duchowna, która prowadzi apostolstwo według tradycji apostolskiej we wspólnocie religijnej jak modlitwy, nauki i życia wiarą. Na podstawie Dekretu Apostolicam actuositatem i kodeksu prawa kanonicznego Kan.230, §2. Świeccy mogą być czasowo wyznaczeni do pełnienia funkcji lektora w czynnościach liturgicznych; podobnie wszyscy świeccy mogą pełnić funkcje komentatora, kantora albo inne, zgodnie z przepisami prawa.

## Historia
W 1206 roku Leszek Biały wziął udział w kościelnym synodzie w Krakowie. Zorganizowany w Krakowie synod przez wygnanego z Wielkopolski arcybiskupa Kietlicza, w którym wziął udział między innymi po prawej stronie, zasiadał dziekan kapituły, prepozyt, kantor - Jan VIII i 15 kanoników. Iwo Odrowąż herbu Odrowąż – kanclerz Leszka Białego (1206-1218) i biskup krakowski (od 1218) był prekursorem Szkoły Kantorów w Krakowie. Wybrany przez krakowską kapitułę katedralną otrzymał zatwierdzenie papieskie w dniu 29 września 1218 roku. 
Kantor stał na czele rzeszy wiernych i w ich imieniu prowadził modlitwę (prośby) do najwyższego z najwyższych. Kantora zawsze utożsamiano z nauczycielem śpiewu lub kaznodzieją, jak pisze Rzymski Katolik. że "Kantor jest w kościele nie jako artysta, ale jako kaznodzieja, czy też jako ktoś, kto naucza poprzez śpiew." dodając, że "...muzyka kościelna musi podążać za duchem chorału Gregoriańskiego i szanować liturgię." W 1222 roku w Kacicach koło Słomnik Biskup Ivo h. Odrwąż, założył klasztor cystersów i osadę Kantorowice (dziś nie istniejącą) w okolu rzeki Szreniawa, których następnie przeniósł do Mogiły. Rozwinął akcję osadniczą w osadzie Kantorowice w krakowskich dobrach biskupich.

## Szkoła Kantorów
Polscy słynni kantorowie studiowali w najstarszej Szkole Wyższej im. Marii Panny w Krakowie, przy placu zwanym "Wendetą", dzisiejszym "Rynkiem Małym". W południowej części Małego Rynku w Krakowie, u zbiegu ulic Stolarskiej i Siennej, znajdowała się Wyższa Szkoła Archiprezbiterialna N.P. Marii. Budowla ta istniała już w XIII wieku, a jej fundatorem był biskup krakowski Iwo Odrowąż. Szkoła Kantorów prowadzona była najczęściej przy katedrach przez prezbitera w osobie prekantora.

## Instytut i urząd kantora w kapitułach
Kantor gnieźnieński lub krakowski, wchodził w skład kapituły kolegialnej a tym samym będący członkiem kapituły, czyli kanonikiem, sprawujący nadzór nad kanonem liturgicznym chóru. Współcześnie kantor nie występuje w kapitule kolegiackiej z przyczyn organizacyjnych. Obecnie prywatnie intonuje podczas nabożeństw pieśni lub indywidualnie śpiewa psalmy, ponieważ w okrojonej organizacji kapituły dziś nie występuje psałterzysta. 
Urząd kantora przy kolegiatach, umożliwiał kantorowi zakładanie przykościelnych szkół nazywanych po łacinie "Schola Cantorum" w których prowadził trzy klasowe szkoły elementarne i uczył głównie śpiewu. Do Schola Cantorum, kantor dobierał osoby z dobrym głosem ludzkim do chóru kościelnego. 

## Kantorowie i wicekantorowie krakowskiej kapituły katedralnej
W okresie nowożytnym krakowskiej kapituła katedralna posiadała 9 prałatów i 39 kanoników. Dom kapituły katedralnej krakowskiej (Kanonicza nr 5) został wybudowany w roku 1474. Pozakościelna działalność krakowskiej kapituły katedralnej w kolejności starszeństwa: prepozyt, dziekan, archidiakon krakowski, kantor, kustosz, scholastyk.
Niektórzy wymienieni - kantorzy krakowskiej Kapituły Katedralnej:
- Jan VIII, 1206 kantor katedralny krakowski, II, str.7.
- Wawrzyniec II, 1206 kustosz, 1207 — 1224 kantor katedralny krakowski II, str.10, 11.
- Mikołaj IV Raciborowicz 1224r., podkanclerzy krakowski, 1239 kantor katedralny, Kraków. II. 43. str. xci
- Toodoryk (Dzietrzyk V) Mistrz, 1244, kantor katedralny krakowski, II, str.131.
- Trojan 1259—1266, kantor katedralny krakowski.
- Wysz VII z Juręcic, dziedzic Niegowici, kanonik katedralny krakowski (1255), w r. 1271 kantor katedralny a następnie scholastyk katedralny krakowski, umiera przed rokiem 1288 (N. 944).
- Michał 1295-1302 kantor katedralny krakowski II.
- Marcin z Krakowa kanonik i kantor krakowski 1329-1338, zm. 1338/1344 – Źródło: Kowalski M. D., Prałaci i kanonicy, s. 204;
- Piotr CL, 1344 —1368, mistrz, kantor katedralny krakowski, I,191, II, 372, 378, 413. Piotr z Radochonic Wapowskiego kantora i kanonika krakowskiego
- Jan Kanty, bakałarz teologii, został dnia 11 grudnia 1439 roku kanonikiem – kantorem przy Kościele krakowskim Św. Anny w Krakowie.
- Stanisław Borgk, Borek 1541, doktor prawa i kantor gnieźnieński i krakowski, ur. 1474, zm. 20 VIII 1556, Kraków, dyplomata; studiował w Krakowie, Bolonii i Rzymie; dworzanin i 1524–56 sekretarz król., zaufany Jagiellonów; kanonik m.in. poznański i krak., od 1542 dziekan krak., 1533–52 generalny korektor świętopietrza w archidiecezji gnieźnieńskiej; wielokrotny poseł do Rzymu oraz do Ferdynanda I i Karola V (1524); aktywny gospodarczo, prowadził przedsiębiorstwo górniczne; zał. jedną z pierwszych fundacji stypendialnych dla niezamożnych studentów Akad. Krak. (ogromna wówczas kwota 7200 zł), działającą do I wojny światowej.
- Wawrzeniec 1625-1641, kantor katedralny krakowski,
- Krzysztof Bidziński (zm. w 1720 roku) – kantor krakowskiej kapituły katedralnej w latach 1717-1720,
- Stanisław Kręski herbu Nadelwicz (zm. w 1747 roku) – kantor i scholastyk krakowskiej kapituły katedralnej w latach 1720-1746.
- Marcin Załuski (1700–1768) h. Junosza, kantor krakowskiej kapituły katedralnej w latach 1747-1763, dziekan 1725, sufragan płocki 07. 9. 1732, proboszcz in fu łat łask i 1742, scholastyk płocki 1714. tajny szambelan pap. kanonik 1729, kanonik gnieźnieński.
- Daniel Walewski h. Roch II, dr. n. prawnych, kantor krakowskiej kapituły katedralnej w latach 1793–1820, na podstawie Zbiorów Archiwum i Biblioteki Krakowskiej Kapituły Katedralnej dostępne w lektorium na Wzgórzu Wawelskim.

### Wicekantorzy krakowskiej kapituły katedralnej
- Mikołaj z Sówki, wicekantor i wikariusz w katedrze krakowskiej 1494–1502, wicedziekan krakowski 1505 — Wypisy z lat 1501–1515, nr 18, 47.
- Maciej z Żarnowca, kanonik kielecki 1468, egzekutor testamentu Jana Pniowskiego z Pniowa h. Abdank, archidiakona krakowskiego, wikariusz w katedrze krakowskiej 1476, wicekantor 1477–1480, pleban w Rudawie 1486–1487, altarysta w kościele Mariackim w Krakowie, zm. 1491, zob., CAS 1462–1475, nr 114, przyp. 1.

Różne funkcje kantora, w zależności od wyznania:

## Religie

### Judaizm
W religii żydowskiej kantor (chazan) jest ogólnie przygotowany profesjonalnie jako wokalista oratoryjny, który towarzyszy zwykle rabinowi w praktykach religijnych i bierze udział w uroczystościach pogrzebowych. Chazan w judaizmie, zwyczajowo przewodzi modlitwom w bożnicy. Do jego obowiązków należy: wykonywanie czynności duchownych oraz zaspokajanie religijnych potrzeb wiernych swej gminy przez odprawianie nabożeństw, wypełnianie posług religijnych, nadawanie imion, udzielanie ślubów, grzebanie zmarłych – ogólnie obrzędy religijne. W niektórych społecznościach żydowskich może być kobieta (chazana).
W Izraelu powstawała uczelnia muzyczna i Instytut Kantorów Tel Awiw, sama uczelnia została utworzona w 1984 z inicjatywy dra Maurice Jaffee, pomysłodawcy i założyciela Wielkiej Synagogi w Jerozolimie. Powodem utworzenia tej placówki edukacyjnej była potrzeba zachęcenia młodych ludzi do kształcenia wokalnego i muzycznego a jednocześnie potrzeba ożywienia sztuki kantorów. Na spotkaniu założycielskim Instytutu byli obecni: kantor Moshe Stern, kantor Naftali Herstik, Maestro Eli Jaffee oraz dr Zvi Talmon. W 1925 roku został Mosze Kusewicki głównym kantorem Hazzanem Wielkiej Synagogi w Wilnie, zastępując na tym stanowisku Gerszona Sirotę. W 1927 roku Kusewicki został głównym kantorem w Wielkiej Synagogi w Warszawie, ponownie zastępując na tym stanowisku Gerszona Sirotę. Kusewicki wykonywał również repertuar świecki, zdobywając międzynarodową sławę. Jego głos porównywano do głosów Jana Kiepury czy E. Carusa. Koncertował m.in. w Brukseli, Antwerpii, Budapeszcie, Paryżu, Wiedniu oraz Londynie. W latach 1934 i 1936 odbył podróże do Palestyny. Natomiast w 1938 roku odbył pierwszą podróż do Stanów Zjednoczonych, gdzie wystąpił w Carnegie Hall w Nowym Jorku. Mimo iż miał okazję zostać kantorem w wielu znanych synagogach na świecie, to nigdy nie chciał zrezygnować z pracy w Wielkiej Synagodze w Warszawie.

### Chrześcijaństwo

#### Katolicyzm
W Kościele rzymskokatolickim kantor był powołany zgodnie z zasadą dobrej wiary do przewodzenia i intonowania w chórze wokalnym. Jako śpiewak-solista bierze udział w mszy trydenckiej wykonując Kyriale i inne pieśni nabożne w dawnym rycie rzymskokatolickim.
Średniowiecznie zadaniem kantora w kościołach katolickich jest wykonywanie niektórych liturgicznych części stałych jak i części zmiennych oraz kierowanie śpiewem wiernych.

#### Prawosławie
W Kościele prawosławnym kantor jest śpiewakiem, który intonuje i wykonuje śpiewy liturgiczne. Musi posiadać niezbędną wiedzę o liturgii prawosławnej.

#### Protestantyzm
W Kościołach ewangelickich historycznie do obowiązków kantora należało m.in. akompaniowanie zborowi, wykonywanie partii solowych, nauczanie muzyki członków kapeli oraz pisanie utworów muzycznych (np. kantat) na święta religijne. Jednym z bardziej znanych kantorów był Johann Sebastian Bach, pracujący w Lipsku, czy Georg Philipp Telemann, pracujący w Hamburgu.
Instytucja i urząd kantora do dziś funkcjonuje w Kościołach ewangelickich – oznacza osobę stojącą na czele kantoratu i odpowiedzialną za całokształt muzyki wykonywanej w danej parafii. Obecnie, nie tylko w Polsce, termin ten coraz częściej jest zastępowany sformułowaniem „dyrektor muzyczny”, gdyż z tradycji semantycznych wynika mylne w tym przypadku utożsamianie kantora ze śpiewakiem, podczas gdy w rzeczywistości jest nim organista albo dyrygent chóru.
W przeszłości w Kościołach ewangelickich kantorem nazywany był także wyznaczony przez władze zboru nauczyciel, do którego obowiązków należało prowadzenie lekcji religii, rachunków, czytania i pisania. Ponadto sprawował on pieczę nad lokalną społecznością ewangelików zgromadzonych przy danym kantoracie. Kantorzy byli reprezentantami duchownego, prowadzili w jego zastępstwie nabożeństwa i pełnili część funkcji administracyjnych. Stanowili oni swoisty łącznik pomiędzy księdzem a wiernymi. W kantoratach wyposażonych w organy, bądź fisharmonię pełnili oni często funkcję organistów. Ich rola była istotna dla funkcjonowania wielu zborów Kościoła Ewangelicko-Augsburskiego w Polsce, zwłaszcza w XIX i 1. połowie XX wieku, ze względu na to, że rozległy obszar poszczególnych parafii uniemożliwiał duchownemu stałego nadzoru nad miejscowościami oddalonymi od siebie o wiele kilometrów.

### Islam
W islamie śpiewom w meczecie przewodzi (muezzin), który pięć razy dziennie nawołuje wiernych do modlitwy. Obecnie nawoływania odbywają się za pomocą rozgłośni i głośników.